# Životní zkouška
Životní zkouška je americký film natočený v roce 2000.

## Děj
Peter Bowman je americký stavitel, který byl právě v Jižní Americe, aby postavil most. Byl však unesen. Jeho manželka si najala speciálního agenta přes únosy a výkupné a společně začali pracovat na jeho záchraně. Agent se však do Alice Bowmanové zamiluje…

## Obsazení
| Meg Ryanová           | Alice Bowman     |
| Russell Crowe         | Terry Thorne     |
| David Morse           | Peter Bowman     |
| Pamela Reed           | Janis Goodman    |
| David Caruso          | Dino             |
| Anthony Heald         | Ted Fellner      |
| Stanley Anderson      | Jerry            |
| Gottfried John        | Eric Kessler     |
| Alun Armstrong        | Wyatt            |
| Michael Kitchen       | Ian Havery       |
| Margo Martindale      | Ivy              |
| Mario Ernesto Sánchez | Arturo Fernandez |
| Pietro Sibille        | Juaco            |
| Vicky Hernández       | Maria            |
| Norma Martínez        | Norma            |
| Diego Trujillo        | Eliodoro         |
| Aristóteles Picho     | Sandro           |
| Sarahi Echeverría     | Cinta            |
| Carlos Blanchard      | Carlos           |
| Raúl Rodríguez        | Tomas            |
| Mauro Cueva           | Rico             |
| Alejandro Cordova     | Rambo            |
| Sandro Bellido        | Mono             |
| Miguel Iza            | ELT důstojník    |
| Roberto Frisone       | Calitri          |
| Tony Vazquez          | Fred/Marco       |
| Claudia Dammert       | Ginger           |
| Rowena King           | Pamela           |
| Michael Byrne         | Lord Luthan      |
| Jaime Zevallos        | Nino             |
| Gilberto Torres       | Raymo            |
| Flora Martínez        | Linda            |
| Laura Escobar         | Cara             |
| Marco Bustos          | Alex             |
| Jorge Medina          | Berto            |
| Gerard Naprous        | Pierre Lenoir    |